# Pedro Munitis
Pedro Manuel Munitis Álvarez (Santander, Cantabria, España, 19 de junio de 1975), conocido como Pedro Munitis, es un exfutbolista y entrenador español. Jugaba de delantero, aunque en ocasiones lo hacía de extremo izquierdo o de mediapunta. Es el jugador que más partidos ha disputado en Primera División con el Real Racing Club de Santander.

## Trayectoria como jugador
Después de haber debutado en la Primera división el 22 de enero de 1995, en la jornada decimoctava frente a la Real Sociedad, encuentro que finalizó con empate a cero, fue cedido al Club Deportivo Badajoz. Jugó 28 partidos y anotó 10 goles. Tuvo como entrenador a Miguel Ángel Lotina. Su equipo fue candidato al ascenso a la Primera división esa temporada, acabando en sexto lugar.
Durante las temporadas 1998/1999 y 1999/2000, en su vuelta al Racing de Santander tuvo actuaciones destacadas que lo llevaron a ser convocado con el combinado nacional y a fichar por el Real Madrid. Habitualmente jugaba acompañando a Salva en la delantera, quien acabó siendo Pichichi.
En la siguiente temporada, su primera en el Real Madrid Club de Fútbol, en el Trofeo Santiago Bernabéu marcó un gol de fuerte disparo desde fuera del área que entró ajustado al palo izquierdo del marco. Jugó la Supercopa de Europa frente al Galatasaray, participando en las jugadas de ataque durante los minutos que actuó. No disputó la Copa Intercontinental frente a Boca Juniors ni la Copa del Rey, cuya eliminatoria ganó el Toledo. Tuvo que competir con McManaman, Savio o Solari por jugar minutos en la banda izquierda. Tuvo significativas actuaciones contra el Málaga; fuera de casa; el Athletic Club, en casa; el Oviedo, en el Santiago Bernabéu o frente al Valencia en Mestalla. En la segunda temporada, la 2001-2002, jugó algunos partidos de titular en la delantera con Guti o Raúl. En Liga, durante la temporada 2000-2001 a menudo entraba como recambio. Destacó su actuación contra el Lokomotiv en casa, en Liga de Campeones, donde marcó un gol cerca del área pequeña peinando la pelota con el pie izquierdo hacia la derecha de la portería, puesto que el pase de Raúl, paralelo a la portería, venía muy tocado; también provocó un penal a favor.
Estando cedido por el Real Madrid en el Racing de Santander, en la temporada 2002-2003, fue titular en la banda izquierda y jugó minutos por la parte derecha. Anotó un gol en El Sardinero frente al Real Madrid, elevando el balón por encima de Casillas. El toque fue dentro del área, cerca de la línea que delimita la zona de castigo. El balón venía de botar por un pase interior ligeramente bombeado de Javi Guerrero.
Fue jugador del Deportivo de La Coruña, en la temporada 2003-2004 y 2004-2005 con Javier Irureta como entrenador. Durante la temporada 2005-2006, estando a las órdenes de Joaquín Caparrós, fue extremo izquierdo titular, intercambiando la posición con el jugador que actuaba de mediocampista por la parte derecha. Solía ser el lanzador de los saques de esquina de la parte derecha del ataque y las faltas escoradas hacia ese mismo lado. También ejecutaba el lanzamiento de faltas lejanas perpendiculares a la meta. En esta temporada fue protagonista determinante en los partidos en casa frente al Barcelona y Real Madrid y fuera de casa, contra el Celta y el Sevilla.
Posteriormente volvió al Racing de Santander en su cuarta etapa como jugador del mismo, tras regresar en el verano de 2006 a la que es su casa tras un largo culebrón con el Deportivo de la Coruña en el intercambio con otros jugadores como Dudu Aouate y formando la delantera junto a Nikola Žigić, formando la dupla conocida como "el dúo sacapuntos".
Munitis era una pieza esencial en la política de "cantabrización" del equipo llevada a cabo por el presidente Francisco Pernía junto con otros exjugadores como Gonzalo Colsa o Luis Fernández, tratando de dar al equipo un sentimiento olvidado tras los últimos años con desencuentros entre afición y club como el de la era Piterman, y que llevó a alcanzar en enero de 2007 el récord de abonados superando los 17.000.
El 6 de enero de 2008 Munitis se lesiona de gravedad en un brazo, producto de un balonazo, en un partido en el Sardinero contra el Athletic Club, 1-0 (Llorente p.p.), y tuvo que ser operado. Después de su larga lesión, el domingo 24 de febrero en el partido contra el Almería reapareció sustituyendo a Smolarek en el minuto 83 de la segunda parte.
En la temporada 2008/2009 fue uno de los capitanes del equipo racinguista. El 18 de septiembre de 2008 vio cumplido su sueño: jugar con la camiseta del Racing de Santander en Europa. Salió al campo en el minuto 61 sustituyendo a Jorge Gonçalves. El partido frente al FC Honka Espoo acabó 1-0 en favor del conjunto cántabro. El 14 de diciembre de 2008 jugó su partido 189 igualando a Jesús Merino como tercer jugador con más partidos de Liga en la historia del Racing de Santander. El 19 de abril de 2009 jugó su partido 200 con la camiseta del Racing de Santander en el partido frente al RCD Español en Montjuic. El 13 de febrero de 2011 jugó su partido 250 con el Racing de Santander frente al Sevilla F. C. en el Sardinero. El 3 de diciembre de 2011 ante el Villareal C. F. se convirtió en el jugador con más partidos disputados en el Racing de Santander en Primera División con 285 encuentros, superando a José María Ceballos, dejando posteriormente su récord en 305 encuentros en el momento de su retiro.
El 18 de mayo de 2012 Munitis acabó su carrera en el Racing.

## Trayectoria como entrenador
El santanderino se retiró en 2012 en el club de su tierra natal. Tras esto, inició su trayectoria en los banquillos y se estrenó profesionalmente en la temporada 2015-2016 precisamente con el Racing, al que clasificó para jugar la promoción de ascenso, aunque fracasó en el intento en la eliminatoria frente al Cádiz CF.
En octubre de 2017, cogió las riendas de la SD Ponferradina en sustituición de Manolo Herrero. Después de varios meses en el banquillo berciano, presentó la dimisión en marzo de 2017, cuando el equipo marchaba en la sexta posición.
En marzo de 2018, tras la destitución de José Miguel Campos al frente del UCAM Murcia CF, se convierte en entrenador hasta el final de la temporada 2017-18.
En abril de 2019, Pedro es destituido como entrenador del UCAM Murcia CF, tras 44 partidos oficiales (42 de liga y 2 de Copa del Rey). Munitis deja al equipo en la quinta plaza en el Grupo IV de Segunda División B, a tres puntos de los puestos de playoff para subir a LaLiga 123.
Entrenó al Club Deportivo Badajoz (2020), sustituyendo al destituido Mehdi Nafti. En la primera ronda del Playoffs, Pedro Munitis y su equipo superaron a uno de los mejores Athletic Bilbao B que se recuerdan.
En segunda ronda, a pesar de ir ganando, un remate a la perfeccion de Rey Manaj hizo que el encuentro se decantase por penaltis, a favor del FC Barcelona B. 
Tras recibir ofertas por diversos clubes en el verano 2020, decidió quedarse en el club pacense asentando los pilares de la temporada 2020-21. 
Tras desencuentros en los fichajes y una presión excesiva de las redes sociales tras los encuentros preparatorios de pretemporada, que pudo con el presidente del club, el santanderino decidió dimitir de su cargo el 10 de octubre de 2020
El 24 de noviembre de 2021, es anunciado como nuevo entrenador del CE Sabadell de la Primera División RFEF.
El 26 de junio de 2023, firma como entrenador del CD Lugo de la Primera Federación. El 17 de diciembre de 2023, fue destituido tras perder 1-0 contra el UE Cornellà.

## Selección nacional
En la selección española actuó normalmente de interior izquierdo en el sistema 4-4-2 de José Antonio Camacho. Debutó en el histórico 9-0 de España a Austria en Valencia: partido de clasificación para la Eurocopa de 2000 celebrada en Bélgica y los Países Bajos. Marcó su primer gol con la selección en un amistoso en Varsovia frente a Polonia. Ganó España por 2 goles a 1. Disputó un partido amistoso contra Luxemburgo de delantero centro en el que Mendieta marcó el gol que valió la victoria a España por la mínima.
Estuvo dentro del rectángulo de juego en dos encuentros de la Eurocopa de 2000. En el primero de ellos contra Yugoslavia, en el que España se jugaba la clasificación a cuartos de final, entró como sustituto y provocó la expulsión por doble amarilla de Jokanovic y anotó el segundo gol de España en este partido desde la frontal del área con un toque suave a media altura, que tocó el palo derecho de la portería y se coló por la escuadra, quedando el guardameta inmóvil. El resultado fue 4-3 a favor de España en la mayor gesta de la selección de los últimos años. El segundo partido que jugó fue contra Francia en cuartos de final. Disputó la primera mitad del enfrentamiento y propició un penalti a favor de España en un uno contra uno con Thuram como protagonista. Ganó Francia por 2 goles a 1 después de que Raúl enviara fuera, de la escuadra derecha del marco, un lanzamiento de penalti en los últimos minutos.

## Comentarios y reacciones
En la temporada 2002-2003, luego de que el Racing de Santander ganara por 2 a 0 al Real Madrid, Fernando Hierro declaró: "A mí, personalmente, es un jugador que me gusta mucho". El As tituló: "O Rei de Cantabria", haciendo una comparación con el apodo de Pelé. Se llegó a redactar que, en términos futbolísticos, era profeta en su tierra.
En el Deportivo de La Coruña, entrenado por Javier Irureta, vivió desde el banquillo los cuartos de final frente al Milán, que el Deportivo ganó por 4-0 en Riazor, y la semifinal de Liga de Campeones frente al Oporto. Walter Pandiani dijo de Munitis en una ocasión: "Tiene menos de lo que se merece".

## Clubes

### Clubes como jugador
| Club                            | País   | Año       |
| ------------------------------- | ------ | --------- |
| Real Racing Club de Santander B | España | 1993-1994 |
| Real Racing Club de Santander B | España | 1994-1995 |
| Real Racing Club de Santander   | España | 1994-1995 |
| Real Racing Club de Santander   | España | 1995-1996 |
| Real Racing Club de Santander   | España | 1996-1997 |
| C. D. Badajoz                   | España | 1997-1998 |
| Real Racing Club de Santander   | España | 1998-1999 |
| Real Racing Club de Santander   | España | 1999-2000 |
| Real Madrid C. F.               | España | 2000-2001 |
| Real Madrid C. F.               | España | 2001-2002 |
| Real Racing Club de Santander   | España | 2002-2003 |
| R. C. Deportivo de la Coruña    | España | 2003-2004 |
| R. C. Deportivo de la Coruña    | España | 2004-2005 |
| R. C. Deportivo de la Coruña    | España | 2005-2006 |
| Real Racing Club de Santander   | España | 2006-2007 |
| Real Racing Club de Santander   | España | 2007-2008 |
| Real Racing Club de Santander   | España | 2008-2009 |
| Real Racing Club de Santander   | España | 2009-2010 |
| Real Racing Club de Santander   | España | 2010-2011 |
| Real Racing Club de Santander   | España | 2011-2012 |

### Clubes como entrenador
| Club                          | País   | Año         |
| ----------------------------- | ------ | ----------- |
| Real Racing Club de Santander | España | 2015-2016   |
| S. D. Ponferradina            | España | 2016-2017   |
| UCAM Murcia C. F.             | España | 2018-2019   |
| C. D. Badajoz                 | España | 2020        |
| C. E. Sabadell                | España | 2021 - 2022 |
| C. D. Lugo                    | España | 2023        |

## Estadísticas
| Club                              | País   | Temporada | Part. | Goles |
| --------------------------------- | ------ | --------- | ----- | ----- |
| Real Racing Club de Santander "B" | España | 1993-1994 |       |       |
| Real Racing Club de Santander "B" | España | 1994-1995 | 7     | 0     |
| Real Racing Club de Santander     | España | 1994-1995 | 5     | 0     |
| Real Racing Club de Santander     | España | 1995-1996 | 4     | 0     |
| Real Racing Club de Santander     | España | 1996-1997 | 2     | 0     |
| C. D. Badajoz                     | España | 1997-1998 | 28    | 10    |
| Real Racing Club de Santander     | España | 1998-1999 | 37    | 8     |
| Real Racing Club de Santander     | España | 1999-2000 | 38    | 7     |
| Real Madrid C. F.                 | España | 2000-2001 | 42    | 2     |
| Real Madrid C. F.                 | España | 2001-2002 | 38    | 7     |
| Real Racing Club de Santander     | España | 2002-2003 | 31    | 8     |
| R. C. Deportivo de La Coruña      | España | 2003-2004 | 27    | 3     |
| R. C. Deportivo de La Coruña      | España | 2004-2005 | 44    | 1     |
| R. C. Deportivo de La Coruña      | España | 2005-2006 | 46    | 4     |
| Real Racing Club de Santander     | España | 2006-2007 | 35    | 4     |
| Real Racing Club de Santander     | España | 2007-2008 | 35    | 5     |
| Real Racing Club de Santander     | España | 2008-2009 | 37    | 2     |
| Real Racing Club de Santander     | España | 2009-2010 | 36    | 0     |
| Real Racing Club de Santander     | España | 2010-2011 | 38    | 1     |
| Real Racing Club de Santander     | España | 2011-2012 | 34    | 1     |